# Донє Прилище
45°28′ пн. ш. 15°22′ сх. д. / 45.47° пн. ш. 15.37° сх. д.
Донє Прилище (хорв. Donje Prilišće) — населений пункт у Хорватії, у Карловацькій жупанії у складі громади Нетретич.

## Населення
Населення за даними перепису 2011 року становило 80 осіб.
Динаміка чисельності населення поселення: